# Volodymyr Pryjma
Volodymyr Pryjma (in ucraino Володимир Прийма?) (Javorov, 17 luglio 1906 – Javorov, 26 giugno 1941) fu un sacrista ucraino appartenente alla Chiesa greco-cattolica ucraina, vittima della persecuzione dei cristiani in URSS. Papa Giovanni Paolo II lo dichiarò martire e lo proclamò beato nel 2001.

## Biografia
Fu lettore e capo-coro nella parrocchia della Dormizione di Maria a Stradč, distretto di Javorov, arcieparchia di Leopoli degli Ucraini. Terminata la scuola per direttori di coro patrocinata dal metropolita Andrej Szeptycki, il 10 novembre 1931 si sposò con Marija Stojkaja, dalla quale ebbe due figli. Di ritorno dalla visita a una parrocchiana malata, venne torturato e ucciso dagli agenti dell'NKVD assieme al parroco Mykola Konrad il 26 giugno 1941.

## Fonti
- (EN) Biographies of twenty five Greek-Catholic Servants of God, su vatican.va.